# Кембъл (окръг, Вирджиния)
Вижте пояснителната страница за други значения на Кембъл.
Окръг Кембъл (на английски: Campbell County) е окръг в щата Вирджиния, Съединени американски щати. Площта му е 1313 km², а населението - 51 078 души (2000). Административен център е населеното място Ръстбърг.